# Bambasi
Bambasi – miasto w Etiopii, w stanie Bienszangul-Gumuz. Według danych szacunkowych na rok 2008 liczyło 7 634 mieszkańców Ośrodek przemysłowy.